# Barston
Barston est un village et une paroisse civile des Midlands de l'Ouest, en Angleterre. Il est situé à 7 km à l'est de Solihull.

## Toponymie
Barston est un nom d'origine vieil-anglaise. Il renvoie probablement à la ferme ou au domaine (tūn) appartenant à un dénommé Beorhstan. Il est attesté pour la première fois dans le Domesday Book, compilé en 1086, sous la forme Bertanestone.

## Démographie
Au recensement de 2011, la paroisse civile de Barston comptait 553 habitants.